# NGC 854
NGC 854 è una vasta galassia a spirale barrata situata nella costellazione della Fornace, a una distanza di circa 290 milioni di anni luce dalla nostra Via Lattea.

## Scoperta
La galassia è stata scoperta il 1 settembre 1834 dall'astronomo britannico John Herschel.

## Descrizione
NGC 854 ha una classe di luminosità III e presenta una larga riga a 21 cm dell'idrogeno neutro.
Nella galassia sono presenti anche regioni di idrogeno ionizzato.